# Le Chapeau magique (film)
 (mai 2025).
Motif : Peu de sources centrées montrant la notoriété de ce court dessin animé produit à la chaîne. Aucun interwiki en langue anglaise.
- Archive Wikiwix
- Bing
- Cairn
- DuckDuckGo
- E. Universalis
- Gallica
- Google
- G. Books
- G. News
- G. Scholar
- Persée
- Qwant
- (zh) Baidu
- (ru) Yandex
- (wd) trouver des œuvres sur Wikidata

| 1. | Préciser le motif de la pose du bandeau. | Précisez le motif de la pose du bandeau en utilisant la syntaxe suivante : {{admissibilité à vérifier\|date=août 2025\|motif=remplacez ce texte par le motif}}                                 |
| 2. | Informer les utilisateurs concernés.     | Pensez à avertir le créateur de l'article, par exemple, en insérant le code ci-dessous sur sa page de discussion : {{subst:avertissement admissibilité à vérifier\|Le Chapeau magique (film)}} |

 (mai 2025).
Pour l’article homonyme, voir Le Chapeau magique.
Le Chapeau magique (Hocus Pocus Powwow) est un dessin animé de la série Looney Tunes réalisé par Alex Lovy et sorti en 1968. il met en scène Merlin la souris magique et Second Banana.